# Запорізький титано-магнієвий комбінат

Запорізький титано-магнієвий комбінат — єдиний виробник титанової губки в Європі, а нова продукція — результат глибокої переробки титану, яка відкриває для підприємства нові ринки збуту в Європі та Азії. Титанові злитки, а також сляби (злитки прямокутного перерізу) широко застосовуються як конструкційний матеріал в атомній енергетиці, хімічному машинобудуванні, суднобудуванні та в багатьох інших промислових галузях. Щорічне споживання титанових злитків і слябів у світі складає близько 200 тисяч тонн продукції.

## Історія
Компанія під назвою «Дніпровський магнієвий завод» заснована 1935 року й була першим промисловим виробником магнію в СРСР.
1938 року підприємство за високі виробничі досягнення нагороджено орденом Трудового Червоного Прапора.

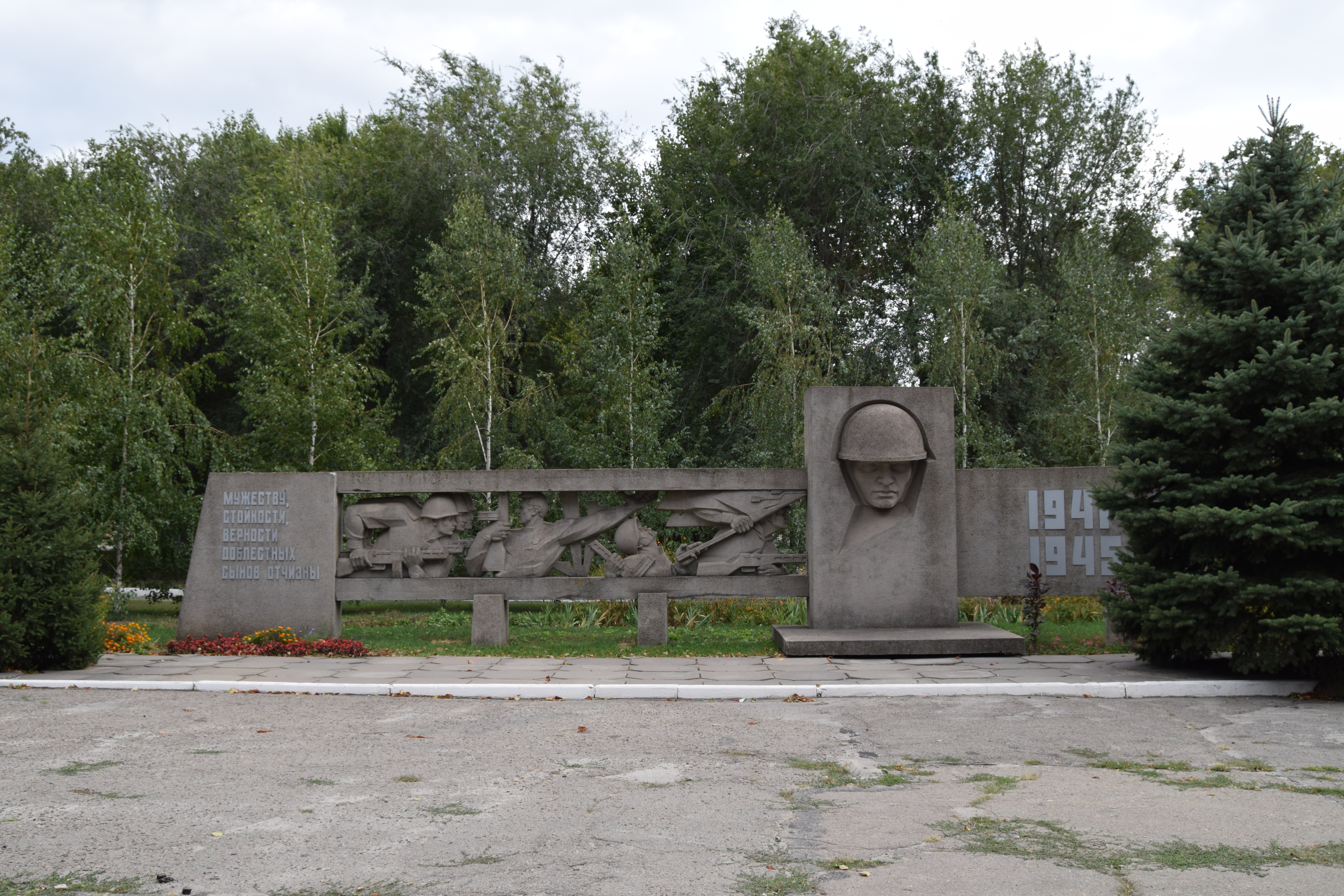
Пам'ятник загиблим робітникам ЗТМК, біля будинку заводоуправління

Під час Німецько-радянської війни завод був повністю зруйнований, а після війни відновлений як Дніпровський титано-магнієвий завод.
1956 року ДТМЗ вперше в СРСР розпочав промислове виробництво титану.
1958 року освоєно виробництво германієвої продукції, 1964 року — напівпровідникового кремнію, 1968 року — трихлорсилану.
2008 року на комбінаті вироблено перший титановий зливок.
1971 року «за успішне виконання завдань з виробництва титану та магнію, вдосконалення технологічних процесів та засвоєння нових видів продукції» ЗТМК нагороджено орденом Леніна, а у 1985 році — «за великі заслуги титано-магнієвої та напівпровідникової промисловості, досягнуті успіхи у виконанні планових завдань 11-ї п'ятирічки» — орденом Жовтневої Революції.
Впродовж багатьох років на комбінаті працювали Центральна науково-дослідна лабораторія титану й магнію та ЦНДЛ напівпровідників. На комбінаті захистили дисертації та стали кандидатами наук понад 70 працівників. Фалькевич Е. С., Левинзон Д. І., Бахрушин В. Є., Критська Т. В., Трубіцин Ю. В. та Червоний І. Ф. захистили докторські дисертації. На підприємстві працювали (дехто працює й дотепер) 9 Заслужених винахідників України, 7 лауреатів Державної премії СРСР, 9 лауреатів Премії Ради міністрів СРСР та 7 лауреатів Державної премії України.
У минулому керівниками комбінату були видатні радянські інженери й організатори виробництва Петро Іванович Мірошников (перший директор), Василь Васильович Бородай (потім заступник міністра кольорової металургії СРСР), Валентин Семенович Устинов (потім заступник міністра кольорової металургії СРСР), Галкін Павло Миколайович (Герой Соціалістичної Праці).
Казенне підприємство «Запорізький титано-магнієвий комбінат» утворене у грудні 1999 року. З 2011 року перетворене на державне підприємство.

## Власники та керівництво
У грудні 2012 року компанія «Толексіс Трейдінг Лімітед», що входить до Group DF, перемогла в конкурсі з відбору недержавних учасників ТОВ «Запорізький титано-магнієвий комбінат», який проводився Фондом державного майна України (ФДМУ). ТОВ «ЗТМК» створюється відповідно до постанови Кабінету міністрів України № 955 від 3 жовтня 2012 року для залучення інвестицій у підприємство.
Наприкінці 2013 року Група компаній Дмитра Фірташа Group DF та Фонд державного майна України завершили процес створення Товариства з обмеженою відповідальністю «Запорізький титано-магнієвий комбінат».
Створенню ТОВ «ЗТМК» передували повторна оцінка вартості цілісного майнового комплексу Державного підприємства «Запорізький титано-магнієвий комбінат», проведена влітку 2013 року і склала 749,164 млн грн, а також перепідписання угоди між ФДМУ та компанією «Толексіс Трейдінг Лімітед», якою регулюється порядок створення ТОВ «ЗТМК».
Враховуючи збитки, нанесені державі, Українські антикорупційні органи намагались розірвати договір з Tolexis Trading Ltd, щоб повернути ЗТМК в державну власність.
Господарський суд Запорізької області повністю задовольнив позов Спеціалізованої антикорупційної прокуратури (САП) в інтересах держави до офшорної компанії Tolexis Trading Limited (Кіпр), що входить до Group DF Дмитра Фірташа, про розірвання договору з Фондом держмайна (ФДМ) України про створення ТОВ «Запорізький титаномагнієвий комбінат» (ЗТМК) на базі однойменного держпідприємства. При цьому уточнюється, що судове рішення, зокрема, передбачає розірвання договору про створення ТОВ «ЗТМК» № 85 від 22 лютого 2013 року, укладеного ФДМ та компанією Tolexis Trading Ltd у повному обсязі.
29 травня 2020 року в. о. директора став Сергій Лубенніков, якого було призначено в ході зборів засновників ТОВ «Запорізький титано-магнієвий комбінат».
У другій половині 2021 року, центральний апеляційний господарський суд підтвердив рішення суду першої інстанції щодо повернення Запорізького титано-магнієвого комбінату у власність держави. Про це повідомляє пресслужба Фонду держмайна (ФДМ). До винесення рішення суду близько 49 % підприємства належало компанії Tolexis Trading Limited з групи GroupDF Дмитра Фірташа.
Наприкінці 2022 року власник підприємства Фонд держмайна України, виконуючий обов'язки директора  — Сергій Лубенніков.
30 червня 2023 Кабмін погодив призначення Сторчака Євгена Алісовича директором товариства з обмеженою відповідальністю «Запорізький титано-магнієвий комбінат».
6 вересня 2023 року стало відомо, що, відповідно із судовим реєстром, у міжнародний розшук оголошено ексдиректора Запорізького титано-магнієвого комбінату Володимира Сивака, який встиг покинути межі України. Раніше його визнали винним у зловживанні службовим становищем, що спричинило збитків комбінату на 18,6 млн гривень.

## Діяльність
Основна продукція комбінату:
- титан губчастий;
- тетрахлорид титану очищений;
- виливки титанові фасонні;
- титанові злитки;
- феротитан;
- шлак титановий;
- гідрид титану губчастого;
- діоксид германію;
- германій полікристаличний зонноочищений;
- литі кремнієві вироби;
- вироби з германію для оптичних деталей.

«Запорізький титано-магнієвий комбінат» є єдиним в Україні і в Європі виробником губчастого титану. При проектній потужності 20 тис. тонн, підприємство зараз випускає не більше 10 тис. тонн титанової губки на рік. Це пов'язано з морально і фізично застарілим виробництвом, а також з високою часткою вартості електроенергії в собівартості продукції, що досягає 40 %.

## Продукція
У 2014 році модернізація ЗТМК дозволила комбінату вийти на нові ринки. «Запорізький титано-магнієвий комбінат», який входить до титанового бізнесу Group DF, запустив промислове виробництво продукції з вищою доданою вартістю — титанових злитків, слябів і легованих сплавів. Завдяки інноваціям на виробництві комбінат не просто розширив товарний асортимент, а й подовжив свій виробничий ланцюжок.
Окрім того, підприємство також опанувало технологію виробництва легованих сплавів, зокрема титану з алюмінієм, з киснем, які, як показали маркетингові дослідження, мають найбільший попит у споживачів.
На програму модернізації з виробництва титанових злитків Група компанії Group DF «виділила» запорізькому підприємству 12,4 млн грн. Комбінат уже модернізував електронно-променеву установку, яку використовують на виробництві, замінив електронні гармати. Також у цеху переробки титану було встановлено сучасну комп'ютерну систему управління процесом плавки. Це дозволило автоматизувати низку операцій, підвищити надійність роботи обладнання і зменшити втрати при механічній обробці злитків. Крім того, цех із переробки титану було оснащено сучасним стрічкопиловим верстатом, який використовується для торцювання титанових злитків і слябів, обрізання їх верхньої, головної і нижньої частин. Також комбінат виконав капітальні ремонти 3-х верстатів для механічної обробки злитків: двох токарних і поздовжньо-фрезерно-розточувального верстата.

## Соціальна сфера
На території Національного заповідника «Хортиця», на березі Дніпра розташований санаторій-профілакторій запорізького титано-магнієвого комбінату. Також у місті Євпаторія розташований Дитячий заклад оздоровлення та відпочинку «Сокіл», що належить комбінату.